# Drzazgowa Wola
Drzazgowa Wola – wieś w Polsce położona w województwie łódzkim, w powiecie tomaszowskim, w gminie Będków.
W latach 1954–1959 wieś należała i była siedzibą władz gromady Drzazgowa Wola, po jej zniesieniu w gromadzie Będków. W latach 1975–1998 miejscowość administracyjnie należała do województwa piotrkowskiego.

## Zabytki
Według rejestru zabytków Narodowego Instytutu Dziedzictwa na listę zabytków wpisany jest obiekt:
- park dworski, nr rej.: 349 z 14.02.1985 i z 30.12.1993